# メチルトリオクチルアンモニウムビス(トリフルオロメチルスルホニル)イミド
メチルトリオクチルアンモニウムビス(トリフルオロメチルスルホニル)イミド（英語: Methyltrioctylammonium bis(trifluoromethylsulfonyl)imide）は、化学式がC27N2H54O4S2F6で表されるイオン液体である。メチルトリオクチルアンモニウムクロリドとリチウムビス(トリフルオロメタンスルホニル)イミドとの水中反応で得られ、生成物は下層液相に存在する。水溶液から過テクネチウム酸塩を抽出するのに使用される。
現在EMDケミカルズの一部となっているソルベントイノベーション社 (Solvent Innovation) が製造している。

## 特性
| 特性                     | 値    |
| ------------------------ | ----- |
| 水素結合受容体の数       | 4     |
| 水素結合供与体の数       | 0     |
| 回転可能結合の数         | 25    |
| 分配係数(ALogP)          | 11.5  |
| 溶解度(logS, log(mol/L)) | -19.1 |
| 極性表面積(PSA, Å2)      | 99.1  |